# Supercoppa spagnola 2005 (pallacanestro maschile)
La Supercoppa spagnola 2005  è la 2ª Supercoppa spagnola di pallacanestro maschile organizzata dalla ACB e la 6ª edizione in generale.
Sarà disputata l'8 e il 9 ottobre 2005 presso il Palacio de Deportes José María Martín Carpena di Malaga tra i seguenti quattro club:
- Granada, squadra ospitante
- Real Madrid, campione di Spagna 2004-05
- Málaga, vincitore della Coppa del Re 2005
- Saski Baskonia, finalista di Eurolega 2004-05

## Tabellone
|  | Semifinali     | Semifinali     | Semifinali |         |                | Finale             | Finale             | Finale             |  |
|  |                |                |            |         |                |                    |                    |                    |  |
|  | Real Madrid    | Real Madrid    | 69         |         |                |                    |                    |                    |  |
|  | Real Madrid    | Real Madrid    | 69         |         |                |                    |                    |                    |  |
|  | Saski Baskonia | Saski Baskonia | 74         |         |                |                    |                    |                    |  |
|  | Saski Baskonia | Saski Baskonia | 74         |         | Saski Baskonia | Saski Baskonia     | 61                 |                    |  |
|  |                |                |            |         | Saski Baskonia | Saski Baskonia     | 61                 |                    |  |
|  |                |                | Granada    | Granada | 55             |                    |                    |                    |  |
|  | Granada        | Granada        | Granada    | Granada | 55             | 73                 |                    |                    |  |
|  | Granada        | Granada        |            |         |                | 73                 |                    |                    |  |
|  | Málaga         | Málaga         | 71         |         |                | Finale terzo posto | Finale terzo posto | Finale terzo posto |  |
|  | Málaga         | Málaga         | 71         |         |                |                    |                    |                    |  |
|  |                |                |            |         |                |                    |                    |                    |  |
|  |                |                |            |         |                | Real Madrid        | Real Madrid        | 81                 |  |
|  |                |                |            |         |                | Real Madrid        | Real Madrid        | 81                 |  |
|  |                |                |            |         |                | Málaga             | Málaga             | 74                 |  |

## Semifinali
| Arbitri: | Juan Carlos Arteaga Miguel Ángel Pérez Pérez Antonio Conde |

|                      |            |                        |
| Gelabale 14          | Punti      | 20 Scola               |
| Bullock, Rakočević 4 | Assist     | 7 Prigioni             |
| Hernández-Sonseca 9  | Rimbalzi   | 7 Scola                |
| Božidar Maljković    | Allenatori | Pedro Martínez Sánchez |

| Arbitri: | Juan Carlos Mitjana Francisco De La Maza Juan Luis Redondo |

|                      |            |                 |
| Gianella 12          | Punti      | 21 Cabezas      |
| Ordín 5              | Assist     | 6 Sánchez       |
| Owens, Tutt 5        | Rimbalzi   | 6 Santiago      |
| Sergio Valdeolmillos | Allenatori | Sergio Scariolo |

## Finale 3º posto
| Arbitri: | Daniel Hierrezuelo Juan Luis Redondo Emilio Pérez Pizarro |

|                   |            |                        |
| Reyes 19          | Punti      | 21 Herrmann            |
| Bullock 4         | Assist     | 6 Rodríguez            |
| Reyes 7           | Rimbalzi   | 3 Garbajosa, Rodríguez |
| Božidar Maljković | Allenatori | Sergio Scariolo        |

## Finale
| Arbitri: | Juan Carlos Arteaga Miguel Ángel Pérez Pérez Oscar Perea |

|                      |            |                        |
| Ordín 15             | Punti      | 14 Drobnjak            |
| Gianella 3           | Assist     | 9 Prigioni             |
| Sanmartín 9          | Rimbalzi   | 8 Scola                |
| Sergio Valdeolmillos | Allenatori | Pedro Martínez Sánchez |